# Корир, Эммануэль
Эммануэль Кипкуруи Корир (англ. Emmanuel Kipkurui Korir ; род. 15 июня 1995, Итен) — кенийский легкоатлет, бегун на средние дистанции, олимпийский чемпион 2020 года и чемпион мира 2022 года на дистанции 800 метров.

## Биография и спортивная карьера
В 2017 году он установил мировой рекорд на дистанции 600 метров в помещении.
Чемпион Африки 2018 года в эстафете 4×400 м. На том же чемпионате стал серебряным медалистом в беге на 800 м.
Обладатель Континентального кубка 2018 года в беге на 800 м.
По состоянию на 22 июля 2018 года он занимает шестое место среди самых быстрых спортсменов на дистанции 800 м за все время с личным рекордом 1: 42,05.
На летних Олимпийских играх 2020 года выиграл золотую медаль в беге на 800 м со временем 1: 45.06.

## Переход в профессионалы
В августе 2017 года 22-летний Эммануэль Корир подписал контракт с Nike, чтобы заниматься профессиональным бегом. Он продолжит тренироваться под руководством помощника главного тренера UTEP Пола Эренга в Эль-Пасо. При этом свое образование в университете не будет прерывать.
Его тренер Эренг сказал журналистам на пресс-конференции: «Эммануэль начал хорошо бегать в начале сезона в закрытых помещениях, тогда и возникла идея стать профессионалом. Он занимает первое место в мире на дистанции 800 м и занимает первое место в мире на дистанции 400 м, поэтому у него есть все необходимое для того, чтобы стать ещё одним именем нарицательным для Кении».
Эммануэль Корир привлек внимание всего спортивного мира своим дебютом в NCAA в этом году после переезда в США из Кении, чтобы тренироваться с Эренгом.